# Astragalus cadmicus
Astragalus cadmicus är en ärtväxtart som beskrevs av Pierre Edmond Boissier. Astragalus cadmicus ingår i släktet vedlar, och familjen ärtväxter. Inga underarter finns listade i Catalogue of Life.